# Tanit (ferry)
Pour les articles homonymes, voir Tanit (homonymie).
Le Tanit (arabe : تانيت ou Taniat) est un ferry de la Compagnie tunisienne de navigation.

## Histoire
Construit entre 2011 et 2012 aux chantiers sud-coréens DSME, il est baptisé du nom d'une déesse phénicienne, Tanit. Parti de Corée du Sud le 30 mai 2012, il arrive le 19 juin en Tunisie et entre en service le 21 juin.
Il effectue la liaison entre la Tunisie, la France et l'Italie, principalement durant l'été mais aussi lors des vacances d'hiver, remplaçant le ferry Habib et le ferry Elefthérios Vénizelos, affrété tous les étés durant dix ans.

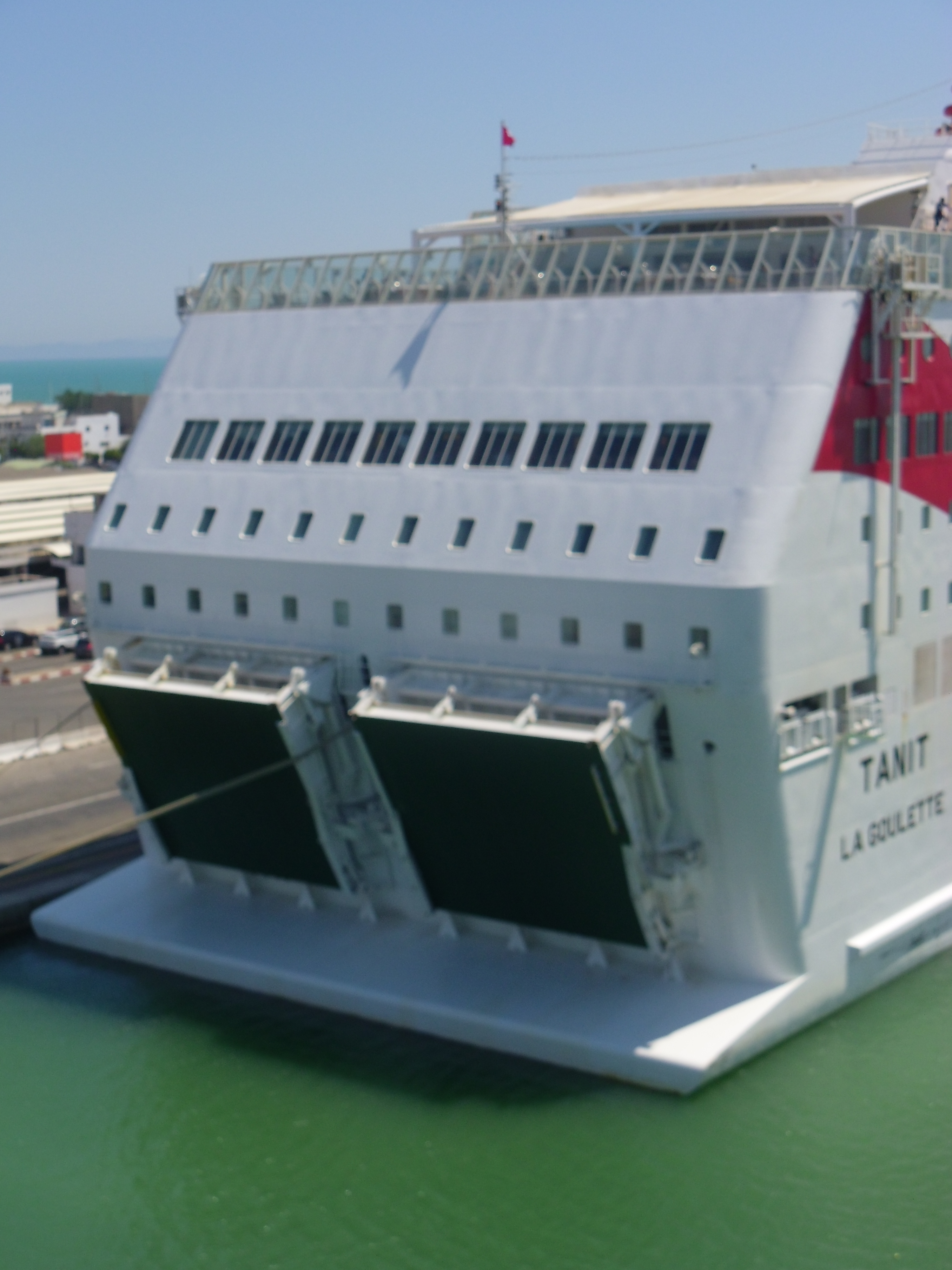
Poupe du navire.
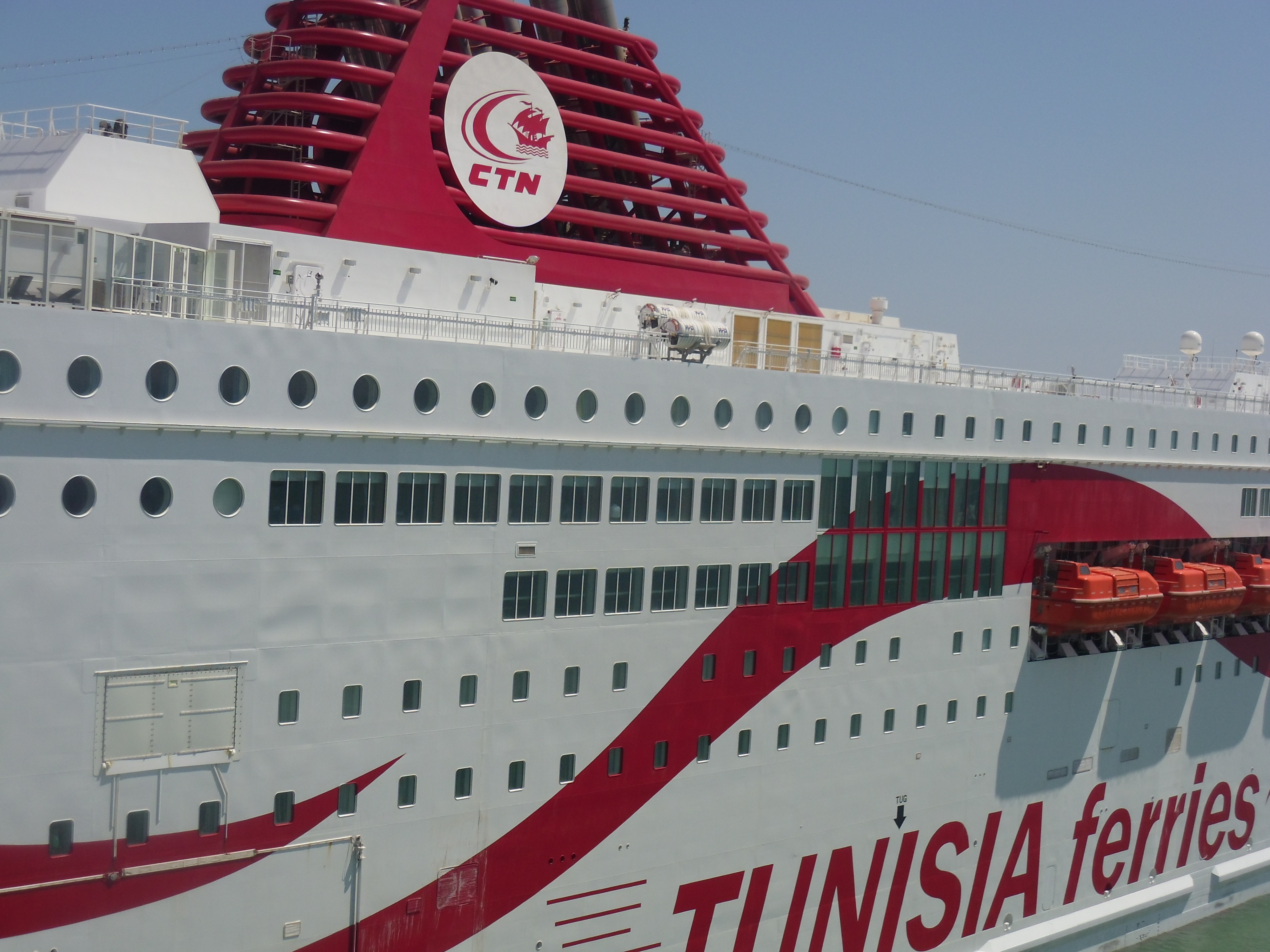
Partie centrale du navire.
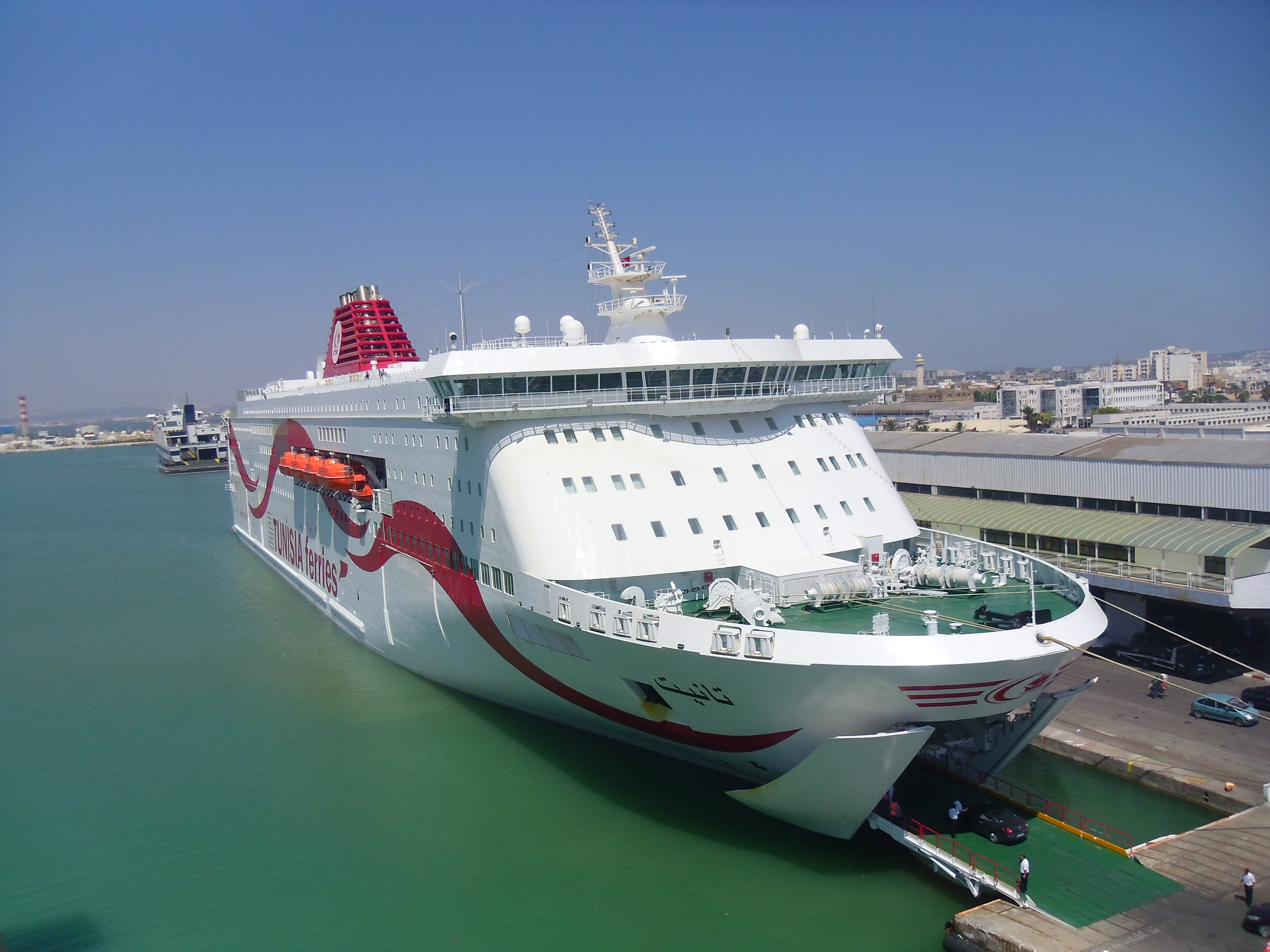
Vue générale du navire.
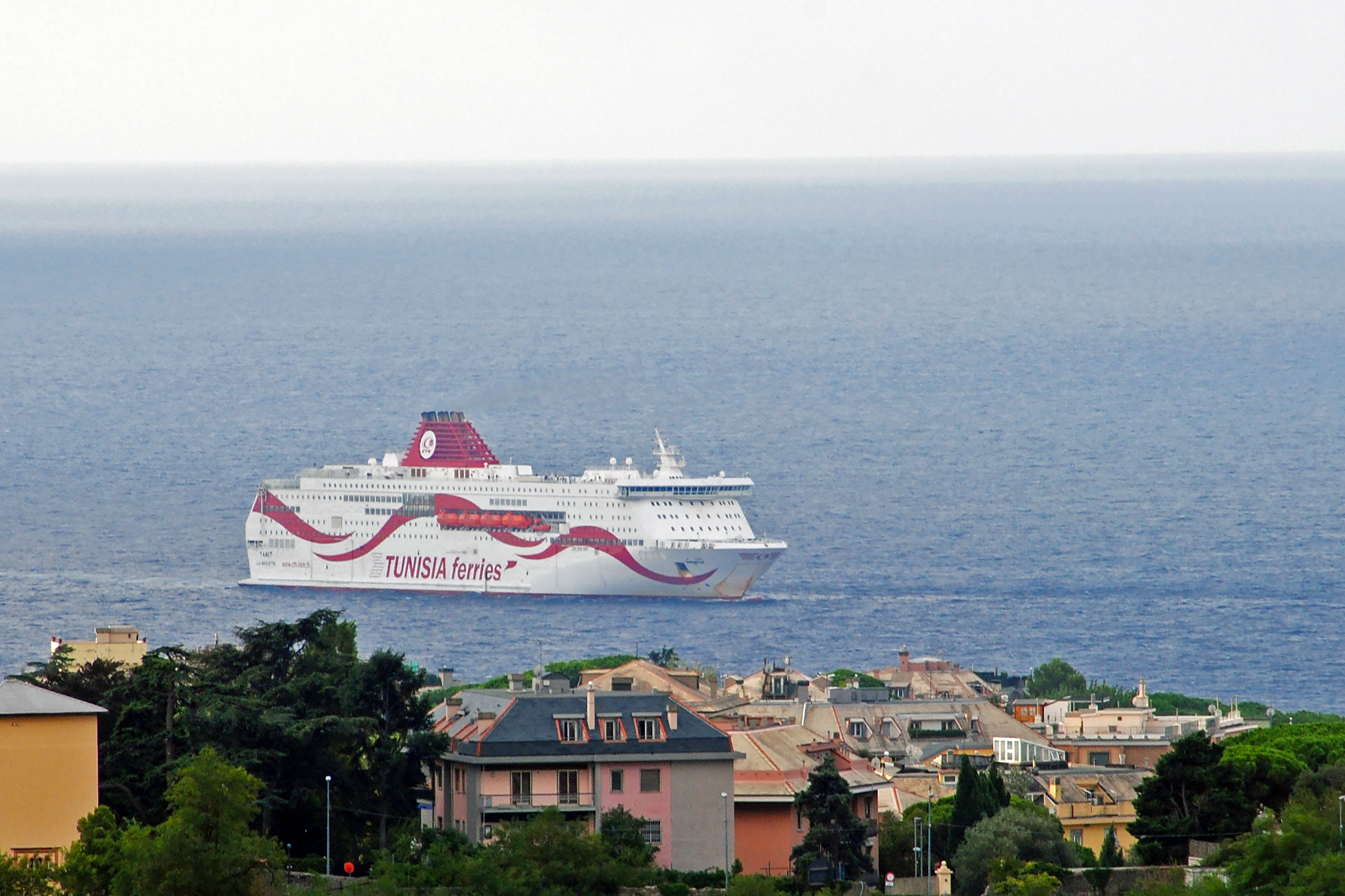
Tanit en direction du port de Gênes.

## Équipements
Au niveau des équipements, Tanit est doté de :
- trois restaurants : la Rose des Sables, le Hafside et le Dar El Bey ;
- cinq bars : le Berbère, El Malouf, le Assahria, le Cercina et El Borg ;
- une piscine et quatre jacuzzi ;
- une salle de jeux pour les enfants ;
- une salle de réunion ;
- une mosquée ;
- une boutique.